# Nativité de nuit
La Nativité de nuit est une peinture primitive flamande datant d'environ 1490 de Geertgen tot Sint Jans. C'est une peinture à l'huile sur panneau de chêne, mesurant 34 × 25,3 cm. La peinture montre la Nativité de Jésus, à laquelle assistent des anges, ainsi que l'Annonce aux bergers en arrière-plan. Il s'agit d'une petite peinture vraisemblablement destinée à un usage dévotionnel privé. La version de Geertgen, avec des changements significatifs, est inspirée d'une œuvre perdue d'Hugo van der Goes d'environ 1470. L'œuvre est conservée à la National Gallery de Londres.

## Description et style
Comme beaucoup de peintures de la Nativité, cette représentation est influencée par les visions de sainte Brigitte de Suède (1303–1373), une mystique très populaire à cette époque,. Peu de temps avant sa mort, elle décrit une vision de l'enfant Jésus comme reposant sur le sol et émettant lui-même de la lumière.

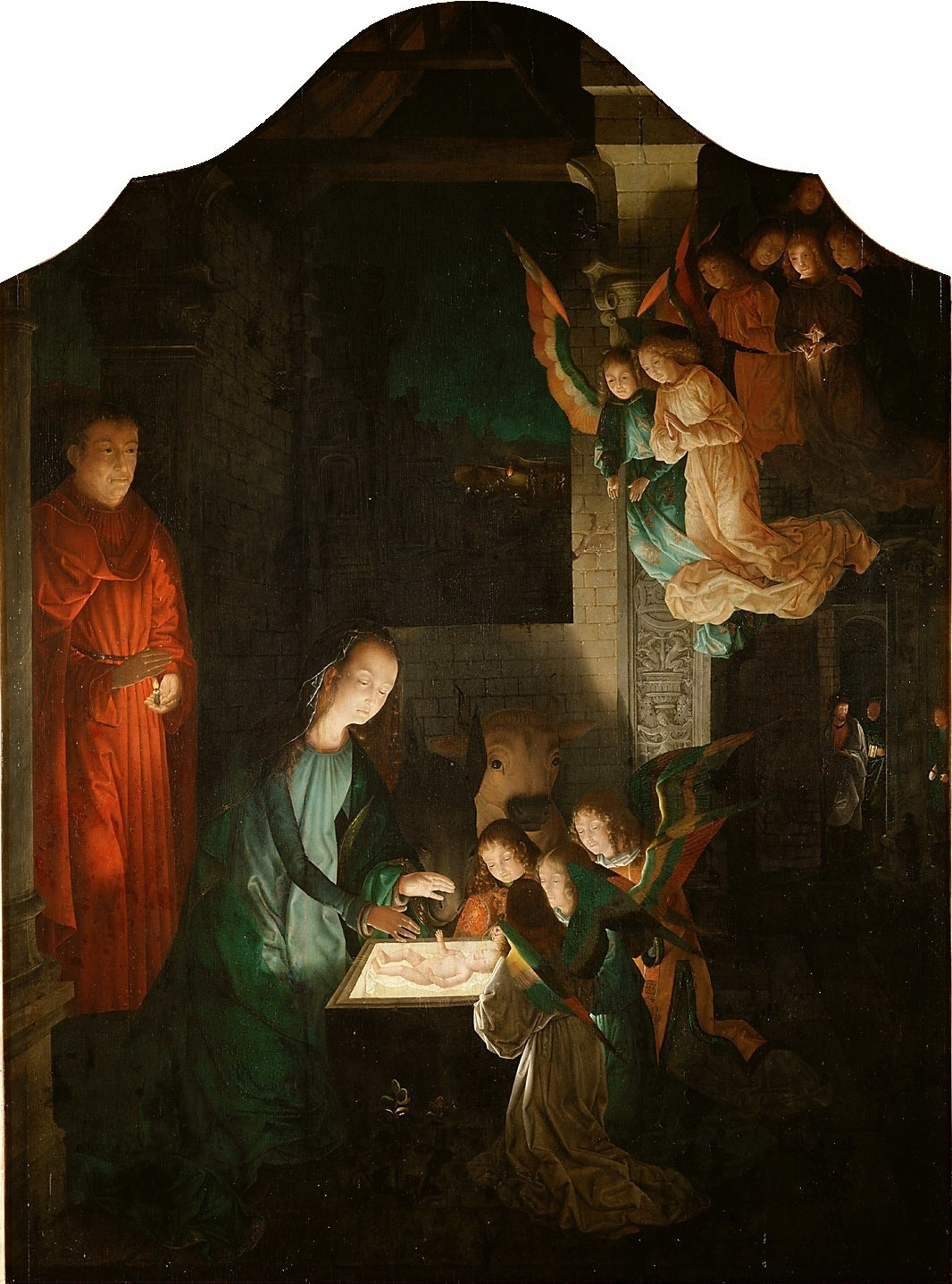
Reproduction de Michael Sittow du tableau de Hugo van der Goes, vers 1510-1520, conservant l'orientation d'origine.

De nombreuses autres représentations de la scène dépeignent un nombre réduit de sources lumineuses pour souligner cet effet. La Nativité est très couramment traitée en clair-obscur jusqu'à l'époque baroque. Ici, les sources de lumière sont l'Enfant Jésus lui-même, conformément à la vision de Brigitte, qui est la seule source d'illumination pour la scène principale à l'intérieur de l'étable ; le feu des bergers sur la colline en arrière-plan ; et l'ange qui leur apparaît. L'effet de clair-obscur va aujourd'hui au-delà de ce qui était prévu par l'artiste. En effet, le tableau a été endommagé dans un incendie en 1904, alors qu'il se trouvait dans une collection privée à Berlin. Les différentes nuances de bleu des vêtements de la Vierge et du ciel à l'extérieur apparaissent maintenant comme des bruns foncés ou des noirs, et la peinture est généralement plus sombre. Le tableau a été découpé en 1901. Il existe une copie de la peinture au musée diocésain de Barcelone, ce qui suggère que la taille originale était d'environ 45 × 31 cm. Ainsi, les rayons émanant du Christ sont plus visibles, et les animaux derrière le sont moins. 
Sur le tableau de Geertgen, les personnages principaux sont inversés en miroir par rapport au tableau original de Van der Goes, tableau perdu mais dont il existe des copies.

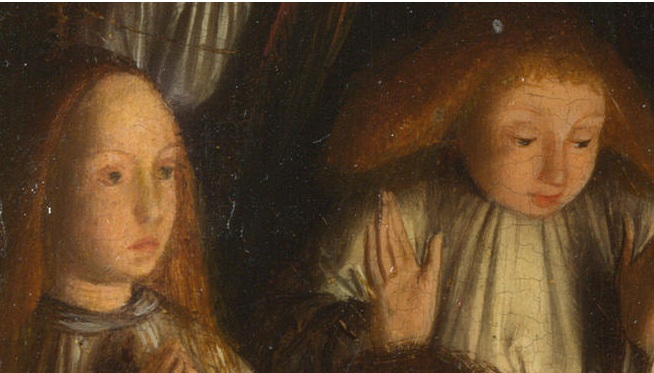
Détail : anges.

Outre l'inversion, il existe d'autres différences : dans le tableau de Van der Goes, quatre anges sont agenouillés autour de la mangeoire, et un plus grand groupe plane près du sommet de l'image ; la fenêtre a un rebord plus haut que la tête de la Vierge  et Joseph tient une bougie allumée dans ses mains. La composition montre une vue généralement éloignée, sans l'effet de rapprochement et d'intimité de la version de Geertgen, dont les personnages sont plus proches les uns des autres. On pense que la version la plus proche de l'original est une version de l'église d'Annaberg en Saxe, à laquelle la version de Michel Sittow au Kunsthistorisches Museum de Vienne ressemble étroitement, mis à part la forme du bord supérieur. Bien que les détails architecturaux varient, les peintures d'Annaberg et de Sittow montrent des bâtiments plutôt plus grands, en meilleur état que Geertgen, dont le bâtiment a un toit pentu en bois. Dans la peinture hollandaise primitive, la simple étable de la Nativité, peu changée depuis l'Antiquité tardive, est souvent transformée en un temple en ruine, initialement de style roman, représentant l'état délabré de l'Ancienne Alliance de la loi juive.

### Composition

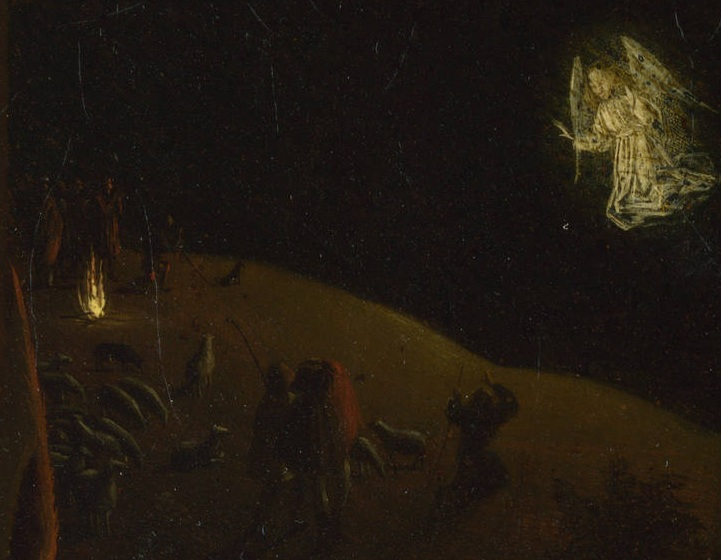
Détail : Annonce aux bergers.

Geertgen simplifie la composition de van der Goes en un « dessin audacieux basé sur des motifs en forme de grille », que les effets du feu sur les couleurs ont encore simplifié. L'original de Van der Goes « était une image plus complexe, plus ambitieuse et plus solennelle, mais peut-être moins touchante ». L'œuvre de Geertgen est un tableau célèbre, mais dont les analyses n'ont pas toujours pris en compte l'incendie et l'influence de van der Goes,. La déclaration d'Erwin Panofsky comme quoi le tableau de Geertgen serait « la première peinture nocturne au sens optiquement strict du mot » est décrite dans le catalogue de la National Gallery comme une « assertion imprudente ». Indépendamment de Van der Goes, les scènes nocturnes se développent d'abord dans les manuscrits enluminés avant de passer aux peintures sur panneaux. L'effet réaliste de la scène nocturne, faisant appel aux couleurs atténuées et à la simplification des volumes, doit autant aux dégâts du feu qu'à l'intention de l'artiste. James Snyder, ignorant peut-être que la peinture a été coupée, compare les personnages latéraux découpés à ceux de la peinture de Geertgen L'Homme de douleurs, et dit qu'elles « amènent le spectateur dans l'image, lui permettant de regarder par-dessus leurs épaules ».  
Geertgen a travaillé à Haarlem et était le principal peintre néerlandais de son époque à la fois originaire du et travaillant dans le nord des Pays-Bas (correspondant aux Pays-Bas modernes), plutôt qu'en Flandre (aujourd'hui la Belgique). Diverses tentatives ont été faites pour relier son style, dans cette œuvre et dans d'autres, à la peinture hollandaise beaucoup plus tardive, par exemple par Max Jakob Friedländer ; mais « les allégations nationalistes selon lesquelles Geertgen était essentiellement néerlandais » sont rejetées par Lorne Campbell.